# 瓦季姆·扎格拉金
瓦季姆·扎格拉金（俄语：Вади́м Валенти́нович Загла́дин，1927年6月23日—2006年11月17日），苏联政治家、改革重组主要理论家，曾为勃列日涅夫和戈尔巴乔夫担任顾问，毕业于莫斯科国立国际关系学院，1964年至1988年任苏共中央国际部第一副书记，辅助鲍里斯·尼古拉耶维奇·波诺马廖夫和阿纳托利·费奥多罗维奇·多勃雷宁。苏联解体后，在戈尔巴乔夫基金会任职，参与创建诺贝尔和平奖得主世界峰会。